# カーチフ

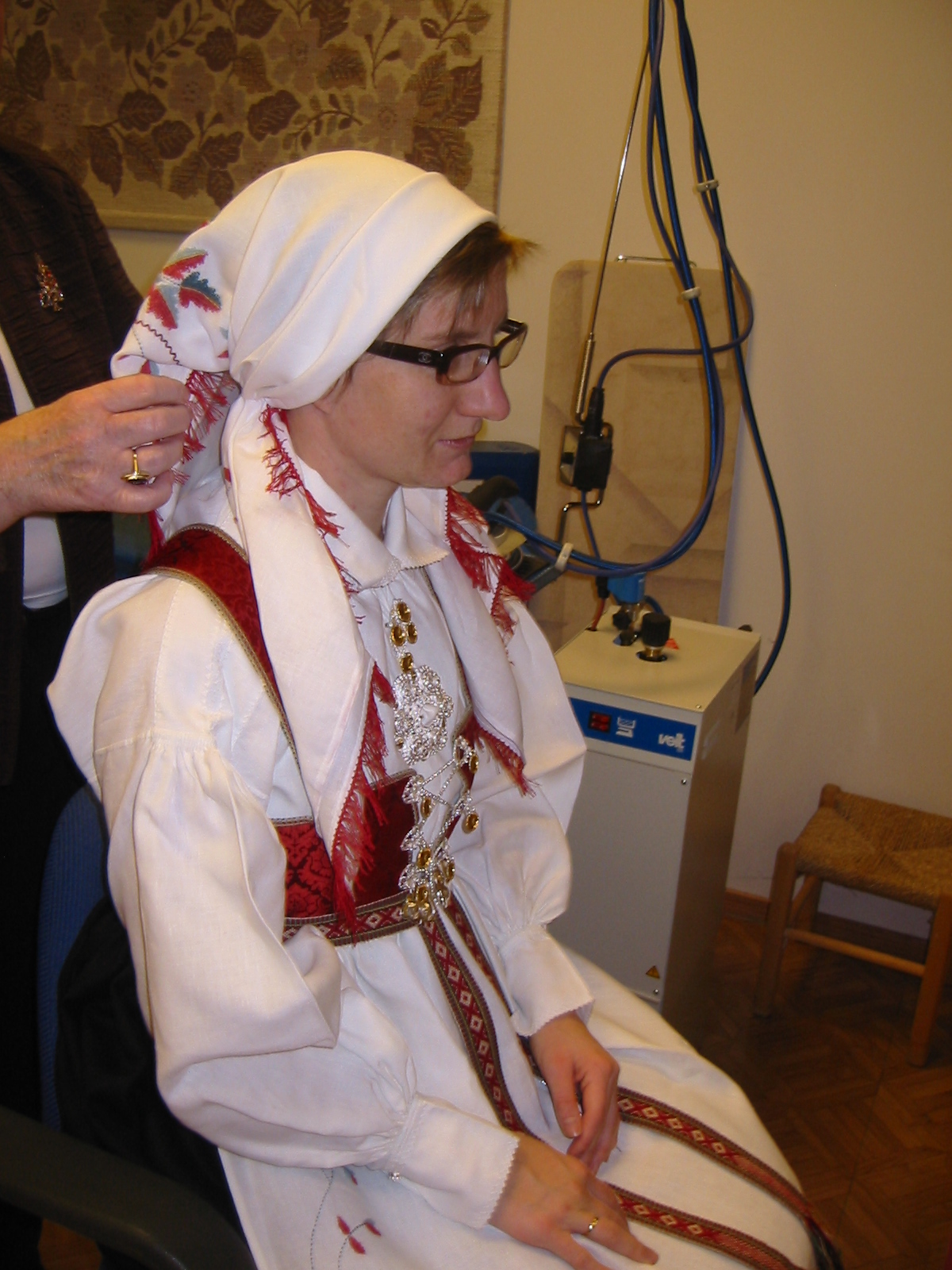
カーチフ

カーチフ (kerchief) は、主に頭を覆うのに使われる、正方形の大きな布。主にヨーロッパの女性が使い、農民の民族衣装によく現れる。
語源はcover chief（頭を覆う）に相当するノルマン語のcourchefで、この場合のchief (chef)は現代英語とは違い「頭」を意味する。
ネッカチーフ (neckerchief)、ハンカチーフ (handkerchief) などもカーチフの種類である。通常の頭を覆うカーチフを特にヘッドカーチフ (head kerchief) ということもある。
装身具としての意味あいが強く、刺繍・染物などで模様が描かれていることも多い。

## 類似の装身具
- 比較的小型で染物（本来は絞り染め）がされたものにバンダナがある。
- スカーフ